# Katthamradagarna

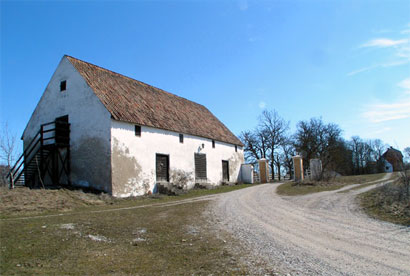

Katthamradagarma var en folkmusikfestival som årligen ordnades på Katthamra gård i Katthammarsvik, Gotland 2000-2009. Katthamradagarna arrangerades av Östergarns musikförening. Under de två festivaldagarna anordnades vanligen minst tre kurser i dans, låtspel och folklig sång. Dagarna avslutades med en festkväll i gamla magasinet vid Katthamra gård.